# 銀のケルベロス
『銀のケルベロス』（ぎんのケルベロス）は原作：逢川里羅（途中で樹奈緒に交代し、逢川は原案としてクレジットされるに留まる）・漫画：Berry Starによる日本のSF漫画。
『月刊ヒーローズ』（ヒーローズ）にて創刊時から連載中であるが、休載率が非常に高く、連載期間に反して2015年現在、単行本は3巻までしか発売されていないうえ、2014年3月号より長期休載中となっている。
サブタイトルは英語で表記されている。

## あらすじ
そう遠くない未来、日本では突如、大規模なダム爆発事故が起こり、その直後、銀の雨が降り注ぐという奇妙な事件が起きた。
それから10年後、日本では希少資源「“Ψ”」が発見され、絶大な権力を手にすることになった。しかし、それに対し、Ψを狙う様々な勢力が動き出してもいた。そして、Ψを管理する財団「伊邪那岐財団」はこれに対処するべく3人組の特殊部隊・チームΩ、通称「ケルベロス」を結成したのであった。

## 登場人物

### 伊邪那岐財団

#### ケルベロス
ケルベロスは10年前の事件がきっかけで超人的な身体能力を身につけた人間によって構成されている。その反面、3週間置きに投薬しないと死んでしまうという危険性も持ち合わせている。
立花 沙紅耶（たちばな さくや）
主人公。伊邪那岐財団特殊部隊・チームΩ、通称「ケルベロス」の一員にして紅一点。灰色の戦闘服を着ている。銀髪のロングヘアの髪型（ただし、任務時にはポニーテールにすることもある）をした少女。スタイルが良く巨乳の持ち主。
主に二丁拳銃と格闘術を使い、素早い動きを活かした戦法を得意とする。また、危機に陥ると「ナユタ」というもう1つの人格が現れ、戦闘力が飛躍的に上昇する。
普段は女子高生として生活しており、クラスメイトで親友のミドリと共同生活を送っている。任務ではクールな態度を取っているが普段はおっとりしていて控えめな性格であり、少女らしい一面を見せることが多い。
10年前の出来事が原因で水恐怖症となっており、水を浴びると錯乱してしまう。そのため、ケルベロスは基本的に雨の時は出撃せず、また、体育の授業のうち水泳では常に見学している。
父親は伊邪那岐財団理事長の宗司となっているが、実の父親であるかは不明。
ナユタ
沙紅耶のもう1つの人格。この状態になると目つきが変わり、全部黒目となる。クールな性格で、驚異的な戦闘力を誇る。誕生したきっかけは現時点では不明だが、10年前の事件が大きく関わっている模様。

青木 玲遠（あおき れおん）
「ケルベロス」の一員である青年。茶色の戦闘服を着ている。軽薄な態度を取っていることが多く女好きだが仲間想いな面もある。他の2人と同様に高い戦闘能力を持ち、主に銃で戦う。また、コンピュータの扱いに長けており、ハッキングを行うこともできる。
Ψに対して非常に高い関心を抱いており、ある時、3人でΨの保管施設を侵入者から守るという任務に着いていたところ、興味本位でΨに振れたことが原因で他人の心音を聴き取れるほどの常人離れした聴力を身に付け、また、それを活かした戦法も行うようになった。さらにその後も独自にΨの秘密を探っている。
普段は実業家として活動している。沙紅耶のことを「姫」と呼び、剛人のことを「ゴーちゃん」と呼ぶ。
霧島 剛人（きりしま ごうと）
「ケルベロス」の一員。厳つい外見をした男性で怪力の持ち主。青い戦闘服を着ており、他の2人と比べてやや重装備をしている。豪快で熱血な性格。主に銃を使って戦うが、怪力を活かした豪快な肉弾戦も得意とする。
実は愛犬家であり、「リナ」という名前の犬を飼っている。

#### グリフォン
ミカヅチ カオル
伊邪那岐財団特殊部隊・チームα、通称「グリフォン」の一員で伊邪那岐財団最強の戦士と言われる。豊満な肉体を持った女性で関西弁で喋る。くノ一のような服装をしている。2本の曲刀による二刀流で戦い、分身能力も持っている。
当初は宗司の命令で独自にΨの秘密を探ろうとした玲遠と剛人を止めるべく立ちはだかるが、後にケルベロスに協力を依頼することになる。沙紅耶のことは以前から知っていた模様。

#### ワイバーン
木崎 零（きざき れい）
伊邪那岐財団特殊攻撃隊「ワイバーン」の一員。陽気な性格の青年。
海藤 鋼次郎（かいどう こうじろう）
「ワイバーン」の一員。サングラスをかけた男性。クールな性格。

#### 幹部
立花 宗司（たちばな そうじ）
伊邪那岐財団理事長。眼鏡をかけた中年男性。言動などに冷徹な部分が見られる。沙紅耶の父親となっているが実の父親であるかは不明。沙紅耶が10年前の事件によるトラウマで水恐怖症になっていることからケルベロスの維持に苦言を強いられている。

### デルヘクセ
葉子（ようこ）
デルヘクセの幹部にあたる女性。
ロディオ・シーゲル
デルヘクセのエージェント。カウボーイのような外見をしており、外見通り銃を得意とする他、腰に装備している先端にカッターを取り付けた「鋼鉄義手」を武器として戦う。
伊邪那岐財団がΨを（偽装のため）豪華客船で輸送していたところを襲撃し、玲遠、剛人と戦いを繰り広げるが、その途中で“Ψを守る者”に捕食され、死亡する。
マスキュラー
デルヘクセのエージェント。「佐藤」という名前で沙紅耶が通う学校に臨時教師として潜入した。普段は眼鏡をかけた中年男性の姿を取っているが、戦闘時には異常に筋肉が発達した凶暴な姿となり、その力を以て相手をねじ伏せていく。
沙紅耶たちがつくば市にあるΨの発電所に社会科見学に来ていた時に教員として同行し、その後発電所がテロリストの襲撃を受けた時に混乱に乗じて沙紅耶を襲い、その後駆けつけた伊邪那岐財団の特殊部隊と激戦を繰り広げたが、最後はナユタが覚醒した状態の沙紅耶に敗北し、その場を撤退した。

### その他の人物
ミドリ
沙紅耶のクラスメイトにして親友。彼女と共同生活を送っている。ボブカットの髪型をした少女。沙紅耶以上の巨乳の持ち主。料理が得意。沙紅耶のことを常に気遣っている。
実はある組織の命令で沙紅耶を監視・護衛の他ある目的のため彼女に近付いていた。

## 用語
Ψ（プシー）
日本で発見された希少資源。一般的には無尽蔵に電力を蓄積する性質を持った常温超伝導物質でそれを利用した電力供給を行うエネルギー資源とされている。しかし、実際はそれ以上に強大な力を持っており、触れた者に常人離れした力を与える他、“Ψを守る者”と呼ばれる怪物が周囲に出現することがある。
“Ψの守り手”（ガーディアン）
Ψの周囲に現れる怪物。「Ψを守ること」という意志だけで動いている。様々な形態がある。
伊邪那岐財団（いざなぎざいだん）
Ψの管理を行っている財団。宗司が理事長を務める。Ψを発見したことにより国家に匹敵する絶大な権力を手に入れ、現在はΨを守るために私設の特殊部隊を擁している。特殊部隊はいくつかのチームに分かれており、それぞれチーム名の他に、神話や伝説上の生物から取られた独自の呼び名がついている。作中には、「チームΩ」（通称「ケルベロス」）、「チームα」（通称「グリフォン」）、特殊攻撃隊「ワイバーン」が登場している。
また、つくば市にΨを利用した発電所を構えている。
デルヘクセ
Ψを狙う巨大企業。伊邪那岐財団同様、国家並みの絶大な権力を持っており、また、こちらも私設の特殊部隊を擁している。

## 単行本
- 逢川里羅→樹奈緒（原作）・Berry Star（作画）『銀のケルベロス』ヒーローズ（ヒーローズコミックス） 既刊3巻（2014年2月5日現在）
  1. 2012年11月5日発売 ISBN 978-4-86468-308-1
  2. 2013年3月5日発売 ISBN 978-4-86468-322-7
  3. 2014年2月5日発売 ISBN 978-4-86468-356-2